# 藍矮星 (紅矮星階段)

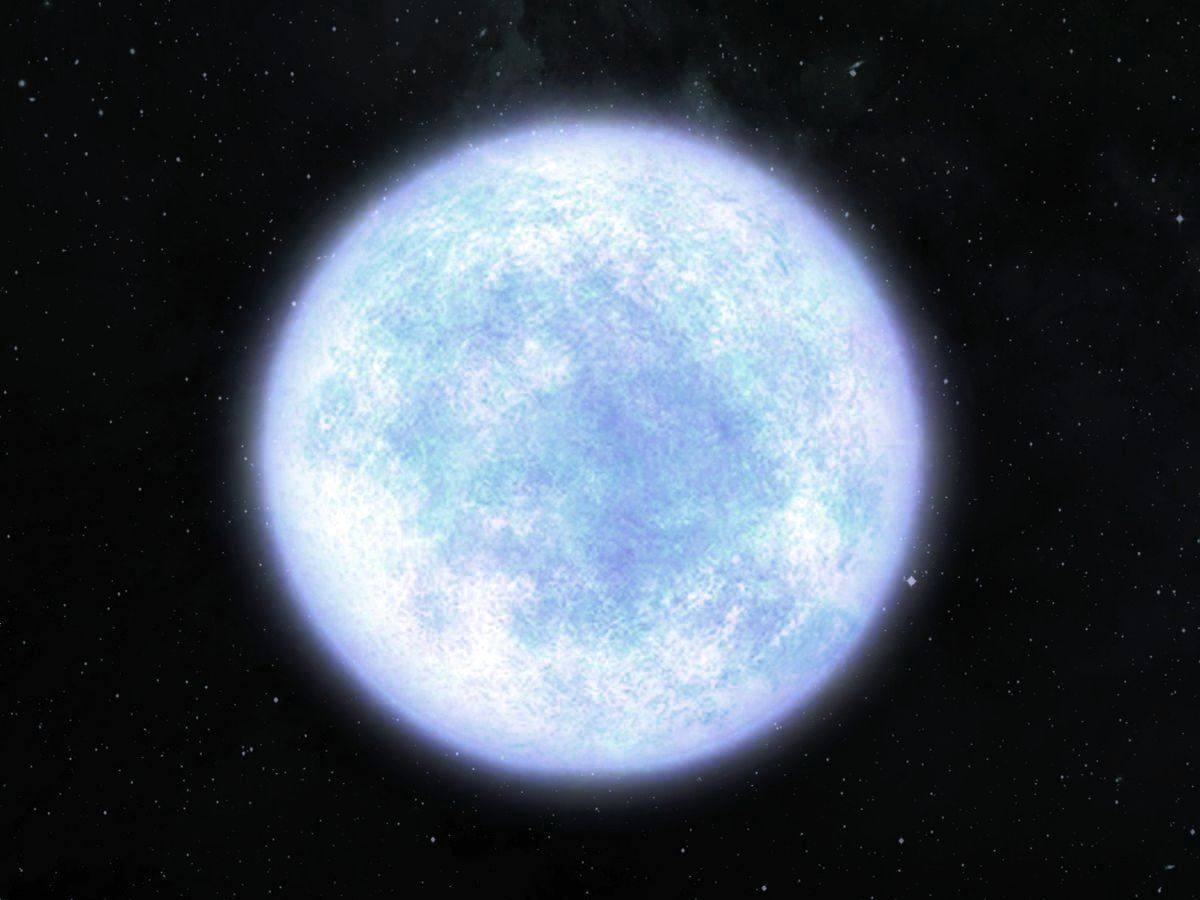
藝術家筆下的藍矮星

紅矮星演化階段中的藍矮星是一種假想的恆星類型，它是紅矮星在消耗了大多數氫燃料之後發展成的恆星。根據計算，紅矮星的壽命比宇宙的年齡長得多，因此還沒有任何一顆紅矮星能夠演化成藍矮星。質量從0.08 M☉到大約0.16 M☉~0.20 M☉的恆星都會演化成藍矮星。舉例來說，一顆質量為0.1 M☉的紅矮星會在約5.7兆歲時進入藍矮星階段，此恆星在這個階段的表面溫度會超過太陽，但光度卻達不到0.01 L☉。

## 演化
主序星因為內部有氫融合反應所以能夠穩定的發光，但在恆星演化的過程中，其化學成分以及其他物理特性都會發生變化，其中最明顯的一點為能量釋放增加。通常隨著能量釋放增加，恆星的光度與體積都會提高。如果該恆星核心與表面的組成差異大，且內部的不透明度會隨著溫度的提高而上升，那麼恆星在演化過程中就會經歷明顯的膨脹，例如質量高於0.25 M☉的恆星能夠膨脹成紅巨星。
相反的，低質量的紅矮星在其生命的大部分時間裡，整顆恆星都在對流，代表它內部的化學成分是均勻的，並且，它們的表面溫度也不高，這意味著他們可以在能量釋放增加的情況下不降低透明度，也就是演化成藍矮星（不會劇烈膨脹）。.
由於紅矮星的光度很低，代表他們消耗氫的速度很慢，而且因為整顆恆星都在對流，所以它們可以使用身上幾乎所有的氫，相較之下較大質量的恆星，例如太陽在其生命中只會消耗10%的氫。因此，質量為0.2 M☉的恆星核時標(預估壽命)為1兆年，而質量0.08 M☉的恆星核時標約為10兆年。這些時間比目前的宇宙年齡長了好幾個數量級，因此藍矮星的存在完全是從數值模型推論出來的。目前觀測到已離開主序星階段的恆星中，最小質量為0.8 M☉，而絕大多數的紅矮星從進入主序帶後到目前為止都沒有明顯的演化變化。

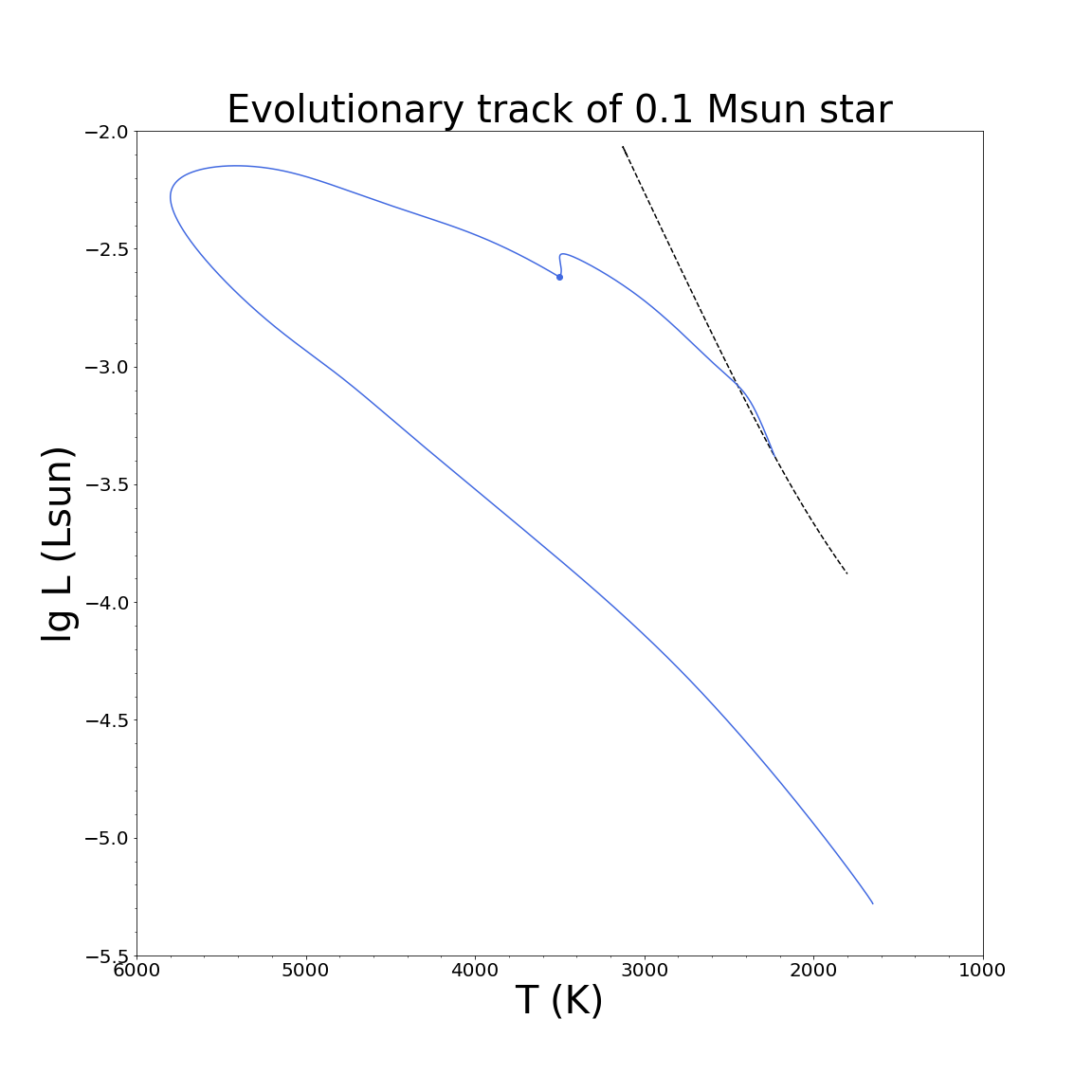
質量為的恆星演化軌跡。參見:赫羅圖

根據電腦模擬，隨著時間的推移，紅矮星內氦的比例增加，增加到一定程度時便導致恆星對流中止，對於質量越大的紅矮星，讓其中止對流的所需的比例越低。質量小於0.16 M☉的恆星，在進入藍矮星階段時溫度和光度增加，但半徑僅有些微變化；質量剛好為0.16 M☉的恆星，半徑在此時會增加60%；質量0.20 M☉的恆星半徑會增加五倍，但仍然不能稱作紅巨星，不過這樣的半徑變化已經逐漸接近成為紅巨星的半徑變化。質量0.25 M☉的恆星在某些定義上已經可以膨脹成為紅巨星：他們的對流會在氦的占比為50%時中止，並且它們的最大半徑比初始半徑大10倍以上。能夠演化成藍矮星的恆星質量最小為0.08 M☉，在氫融合反應結束後，恆星會收縮、冷卻並變暗，變成一顆白矮星。比0.08 M☉更輕的星體為棕矮星，因為他們無法進行完整的氫融合反應，所以它們最後也不會演化為藍矮星和白矮星。
以一顆質量0.1 M☉的恆星演化過程為例子：像這樣的恆星在主序星階段時，光度為0.0004 L☉，表面溫度約為2230K。5.7兆年後，氫的質量比例將下降到16%，核心停止對流，此時，表面溫度為3450K，光度為0.003 L☉。於是恆星演化成了藍矮星，且之後演化速度會更快：在接下來的4000億年中，恆星的溫度會逐漸上升到超過太陽溫度，但恆星的最大光度卻不會超過0.01 L☉。到了某個時間點，核心的氫融合反應停止，裡面的物質會轉換成簡併態，但是該反應的能量將繼續往恆星表面傳播，此時的表面溫度最高可達到5810K，在此之後，這顆恆星將冷卻並變暗，整顆恆星轉為一顆以氦為主的白矮星，其中氫的質量比僅有1%。其他紅矮星也以類似的方式演化，但質量更大的恆星可以達到更高的溫度和光度：例如質量為0.16 M☉的藍矮星表面溫度可以超過8000K，亮度可達0.25 L☉，這種光度可以保持數十億年，讓其周遭行星上的生物演化成為可能。

## 研究歷史
現代計算恆星演化方法是在1964年由路易斯·G·亨伊提出的，但長期以來考慮的演化時間只少於200億年，不足以推論紅矮星的演化，儘管紅矮星占了所有恆星中的大部分。他們的長期演化和演化成藍矮星的可能性到了1997年才由彼得·博登海默領導的一組科學家首次詳細研究.。

## 注解
1. 1 2  這裡的紅巨星定義可能是根據「恆星膨脹程度」，並非紅巨星分支所定義的「核心呈簡併態，並且在殼層上進行氫融合」。